# ليمور حقيقي
الليمور الحقيقي أو هبّار حقيقي ويُعرف باسم الليمور البني (الاسم العلمي: Eulemur)، جنس حيوانات لبونة من الرئيسيات وفصيلة الليموريات. متوسط القد، يضم 12 نوعًا أعطانه في مدغشقر.